# Bernd Lange
Bernd Lange (Oldenburg, 14 november 1955) is een Duits politicus voor de Sozialdemokratische Partei Deutschlands. Hij was lid van het Europees Parlement van 1994 tot 2004. Sinds juli 2009 is hij weer lid van het Europees Parlement namens de SPD (S&D). Tijdens de zitting 2014-2019 was hij voorzitter van de Commissie Handel in het Europees Parlement, bij de onderhandelingen over het Trans-Atlantisch Vrijhandels- en Investeringsverdrag. 

## Biografie
Bernd Lange is opgegroeid in Varel. Hij heeft protestantse theologie en politieke wetenschappen gestudeerd aan de Georg-August-Universität. Daar behaalde hij een graad in theologie en een certificaat als leraar. Vanaf 1983 tot 1994 was hij werkzaam op het Gymnasium in Burgdorf.